# オーストリアの憲法
オーストリアの憲法（オーストリアのけんぽう、ドイツ語: Österreichische Bundesverfassung）は、単一の憲法典としては法典化されておらず、様々な法源から構成されている。イギリスの憲法とは異なり、中核となる憲法典として1920年10月1日に制定された「連邦憲法（Bundes-Verfassungsgesetz）」が存在するものの、法源の数は一説によれば1000以上とされる。

## 構成

### 形式的憲法
いずれも憲法と明示されているもの。
1. 「連邦憲法（ドイツ語版、英語版）（Bundes-Verfassungsgesetz）」[2]
2. 「憲法法律（Verfassungsgesetz）」と明示されて連邦憲法と同ランクに位置付けられた、まとまった法律[2]
3. 「憲法規定 （Verfassungsbestimmung）」と明示される単純法律[3]
4. 憲法と同ランクの「憲法の地位にある条約（Staatsvertrag mit Verfassungsrang）」と呼ばれる条約[3]
5. 法律と同ランクの条約における「憲法規定」[3]

### 実質的憲法
「憲法法律」や「憲法規定」だとは明示されていない通常の法律であり、形式的な憲法としての要件を充たさないものの、その内容から実質的には憲法とされる諸々の法律。これに該当するものに、大統領選挙法、国民投票法、国民請願法などがある。
なお、オーストリアは連邦制国家であり、9つある連邦州は国家としての性質を有する。そのため各州に州憲法が存在し、さらに各州にも「憲法法律」や「憲法規定」が存在する。これらもオーストリアにおける憲法秩序の一部を構成しているといえる。